# 東尋坊

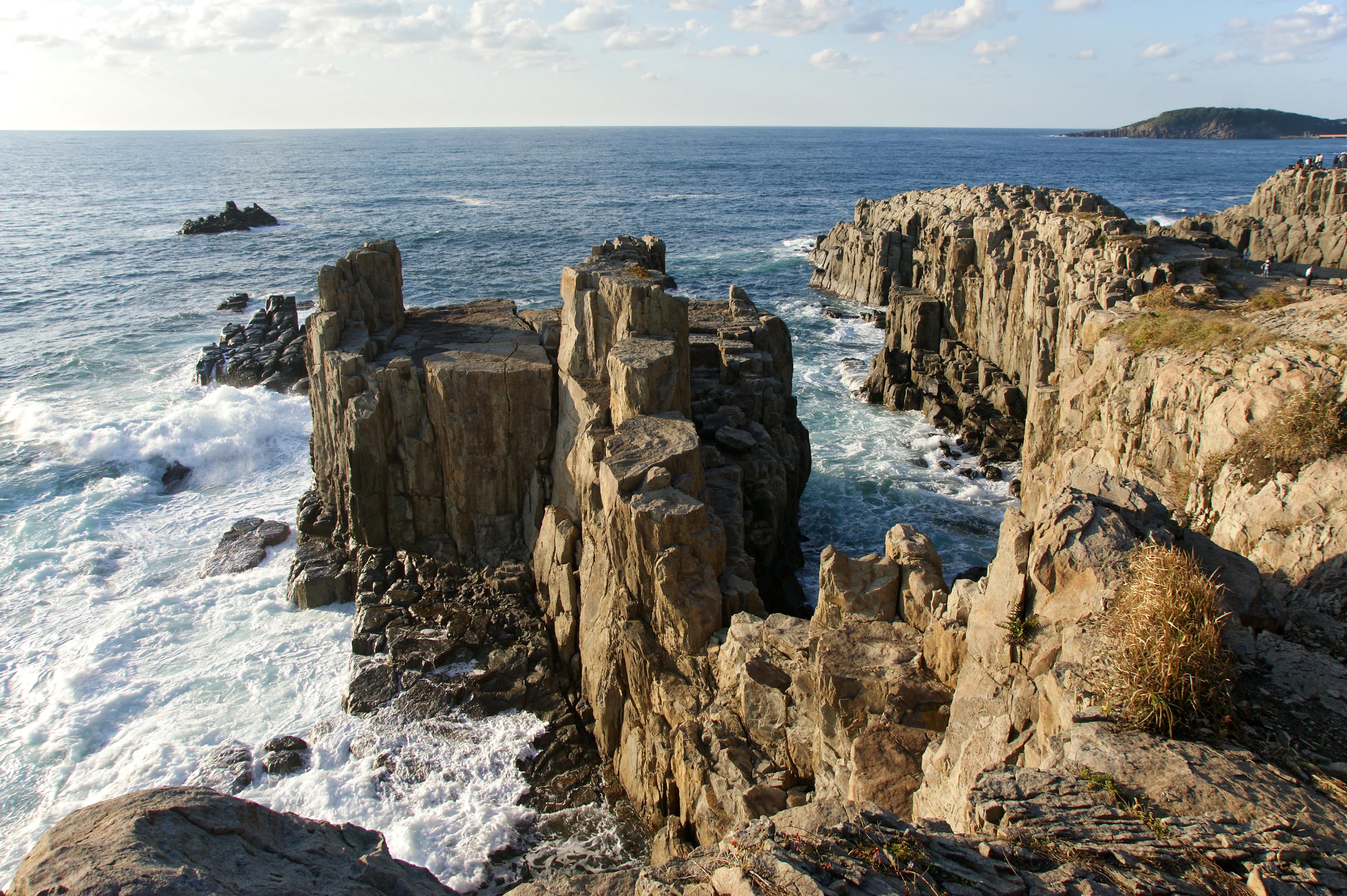
東尋坊、中央が三段岩

東尋坊（とうじんぼう）は、福井県坂井市三国町安島に位置する崖。越前加賀海岸国定公園の特別保護地区に指定されている。

## 概要
日本海に面した海食崖で、険しい岩壁が続き、最も高い場所で約25mの垂直の崖がある。東尋坊を構成する岩は、輝石安山岩の柱状節理で、これほどの規模を持つものは世界に3ヶ所だけであり、地質上極めて貴重とされ、国の天然記念物および名勝に指定されている。観光地として開発されており、遊歩道や遊覧船、展望用のタワーや商店街などもある。
地名の由来は、乱暴あるいは恋愛関係で恨みを買って此処から突き落とされた平泉寺（勝山市）の僧の名前による。
座標は、世界測地系では北緯36度14分16秒 東経136度07分31秒 / 北緯36.23778度 東経136.12528度、日本測地系では北緯36度14分5秒 東経136度07分41秒 / 北緯36.23472度 東経136.12806度）である。

## 地質

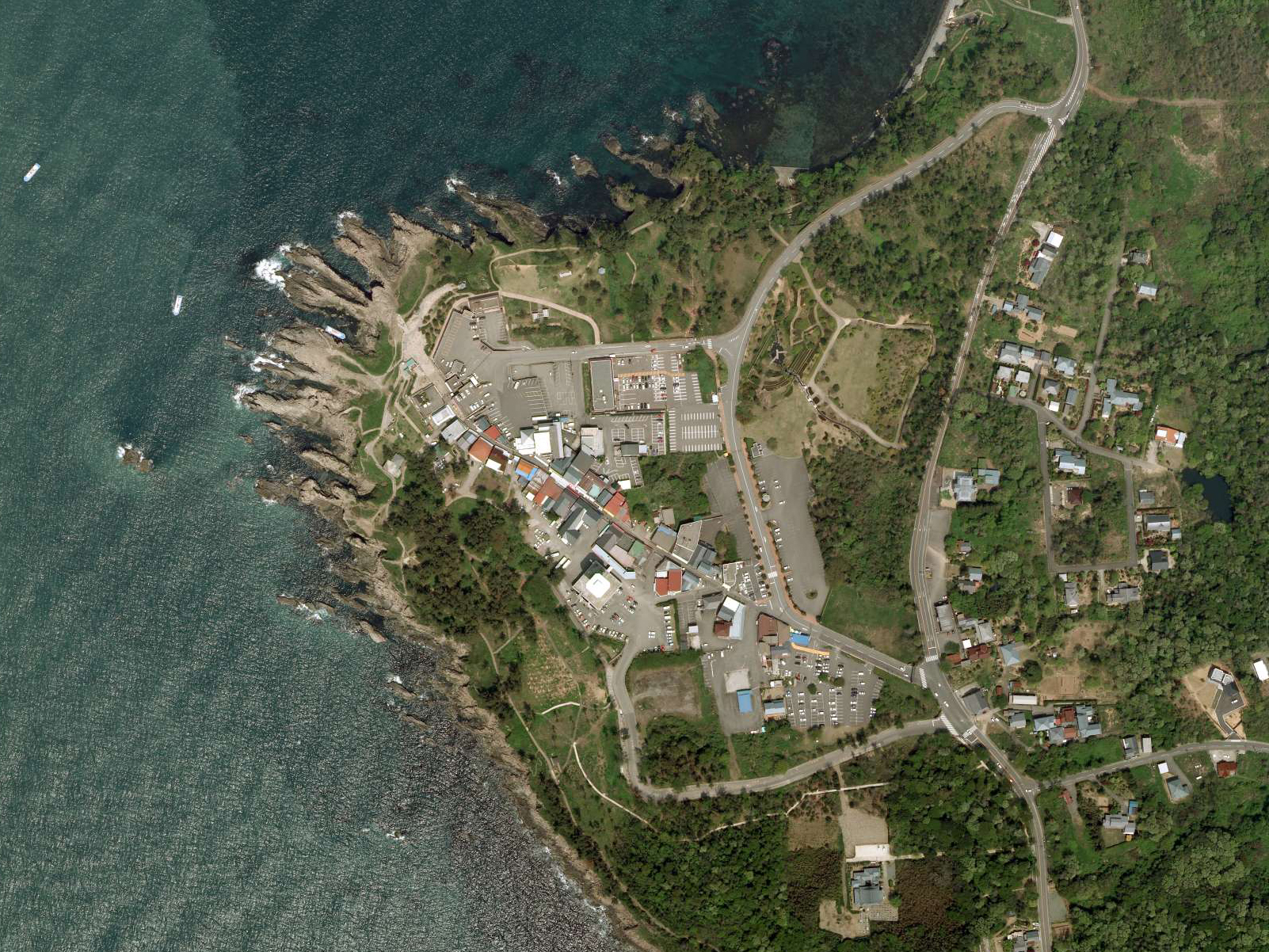
東尋坊周辺の空撮。左の海岸が東尋坊。中心部が駐車場と土産物店や飲食店が連なる商店街。

東尋坊は、今から約1,300 - 1,200万年前の新生代第三紀中新世に起こった火山活動で、マグマが堆積岩層中に貫入して冷え固まってできた火山岩が、日本海の波による侵食を受け地上に現れたものとされている。

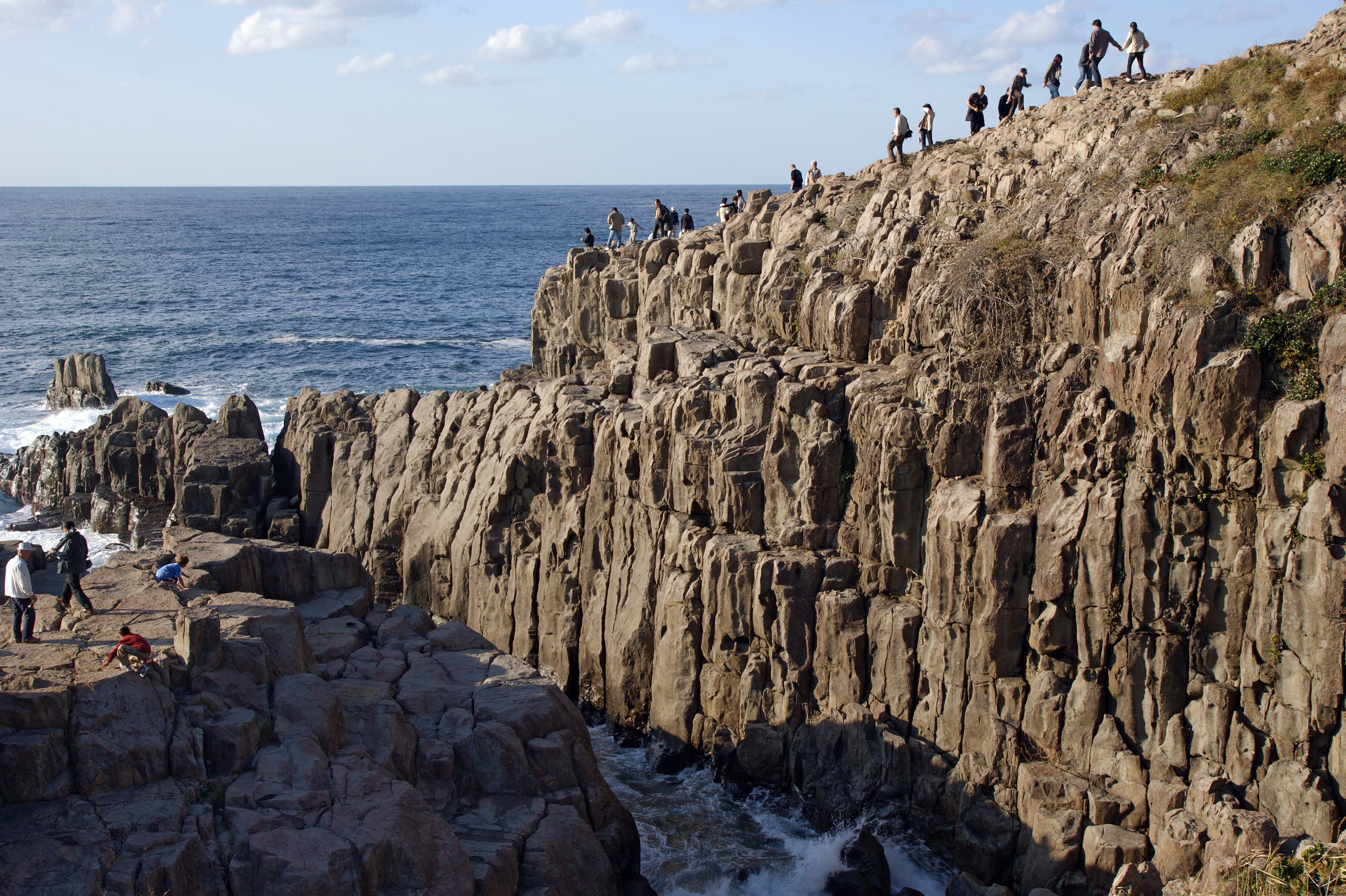
屏風岩、柱状節理が発達している。

東尋坊の火山岩は白色の斜長石の斑晶や暗緑色の普通輝石・紫蘇輝石の斑晶を含む東尋坊安山岩で、マグマが冷えて固まるときにできた五 - 六角形の柱状の割れ目（柱状節理）がよく発達している。
この柱状節理の規模の大きさが地質学的に極めて貴重であるとされ、昭和10年（1935年）に国の天然記念物・名勝に指定された。また、平成19年（2007年）には日本の地質百選に選定された。
東尋坊の海岸には、千畳敷、三段岩、ライオン岩、ハチの巣岩、夫婦岩、ロウソク岩、大池（高さ約25mの絶壁に囲まれた海岸地形）などがある。

## 由来
由来や伝承は複数あるが、雄島の大湊神社では以下のような由来を紹介している。
昔、平泉寺には数千人僧侶がいた。その中にいた東尋坊という僧は、怪力を頼りに、民に対して悪事の限りをつくした。東尋坊が暴れ出すと手がつけられず、誰も彼を押さえることが出来なかった。東尋坊はまさにやりたい放題、好き勝手に悪行を重ねていたので、当然のように平泉寺の僧侶は困り果てていた。また東尋坊はとある美しい姫君に心を奪われ、恋敵である真柄覚念（まがらかくねん）という僧と激しくいがみ合った。

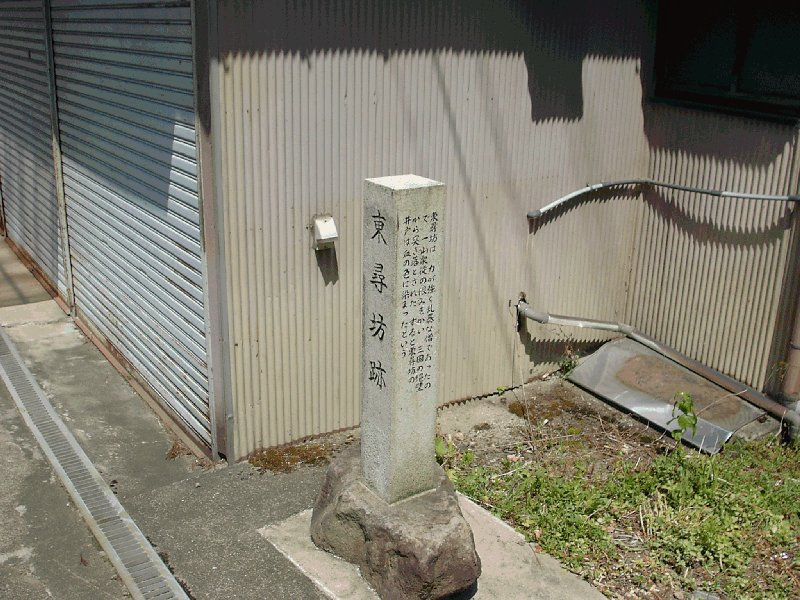
勝山市平泉寺にある坊主「東尋坊」の住居跡。粗暴を理由に仲間の僧達から海のこの断崖から投げ込まれたので、「東尋坊」と名付けられた（2007年8月撮影）

そんな寿永元年（1182年）4月5日、平泉寺の僧たちは皆で相談し東尋坊を海辺見物に誘い出す。一同が高い岩壁から海を見下ろせるその場所へ着くと、早速岩の上に腰掛けて酒盛りが始まった。その日は天気も良く眺めの良い景色も手伝ってか、皆次第に酒がすすみその内、東尋坊も酒に酔って横になり、うとうとと眠り始めた。東尋坊のその様子をうかがうと一同は目配せをし、真柄覚念に合図を送った。この一同に加わっていた真柄覚念は、ここぞとばかりに東尋坊を絶壁の上から海へ突き落とした。平泉寺の僧侶たちのこの観光の本当の目的は、その悪事に手を焼いた東尋坊を酔わせて、高い岩壁から海に突き落とすことにあった。
それから49日の間、海は大荒れとなった。

## 観光
東尋坊観光遊覧船
有料の観光船。1周約30分で、北西にある雄島の近くまで遊覧する。なお、通常は東尋坊の岩場から遊覧船に乗るが、海の状態によっては南方に1.6kmほど離れた場所にある三国サンセットビーチ乗り場（北緯36度13分26.7秒 東経136度7分57.7秒 / 北緯36.224083度 東経136.132694度）から運航されることがある。
東尋坊タワー
東尋坊の先端から350ｍほどの位置にある、有料の展望台である。360度の眺めがあり、東尋坊以外にも福井平野や越前岬、白山なども見える。高さ55ｍで竣工は1964年9月27日。展望室の高さは50m。下部は土産物店や飲食店になっている。
荒磯歩道
三国町米ケ脇から東尋坊を経て雄島近くまで、約4km続く歩道である。三好達治、森田愛子、伊藤柏翠、高浜虚子、山口誓子、則武三雄など、三国にゆかりのある文人、詩人、俳人たちの句碑や詩碑が置かれている。かつては、遊園地やヘルスセンターを擁していたこともある。後者では内部にヘビ園があった。

## 周辺エリア

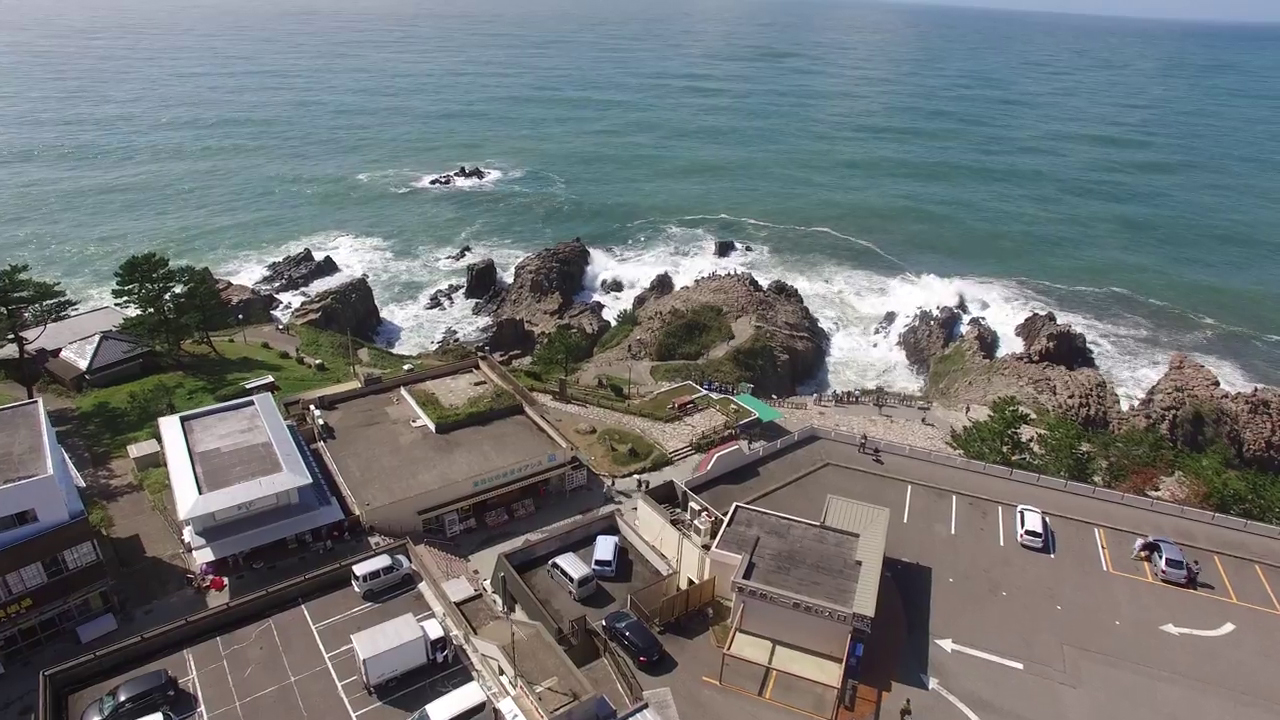
メインスポット付近
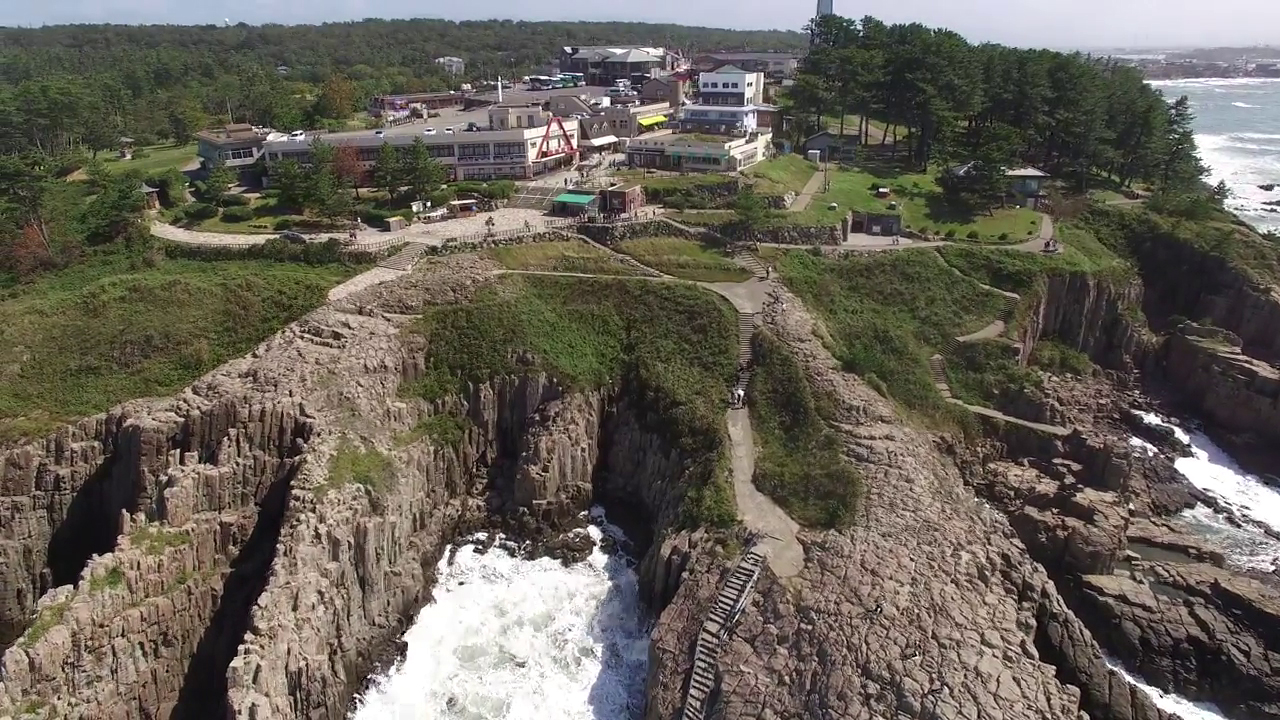
メインスポット付近
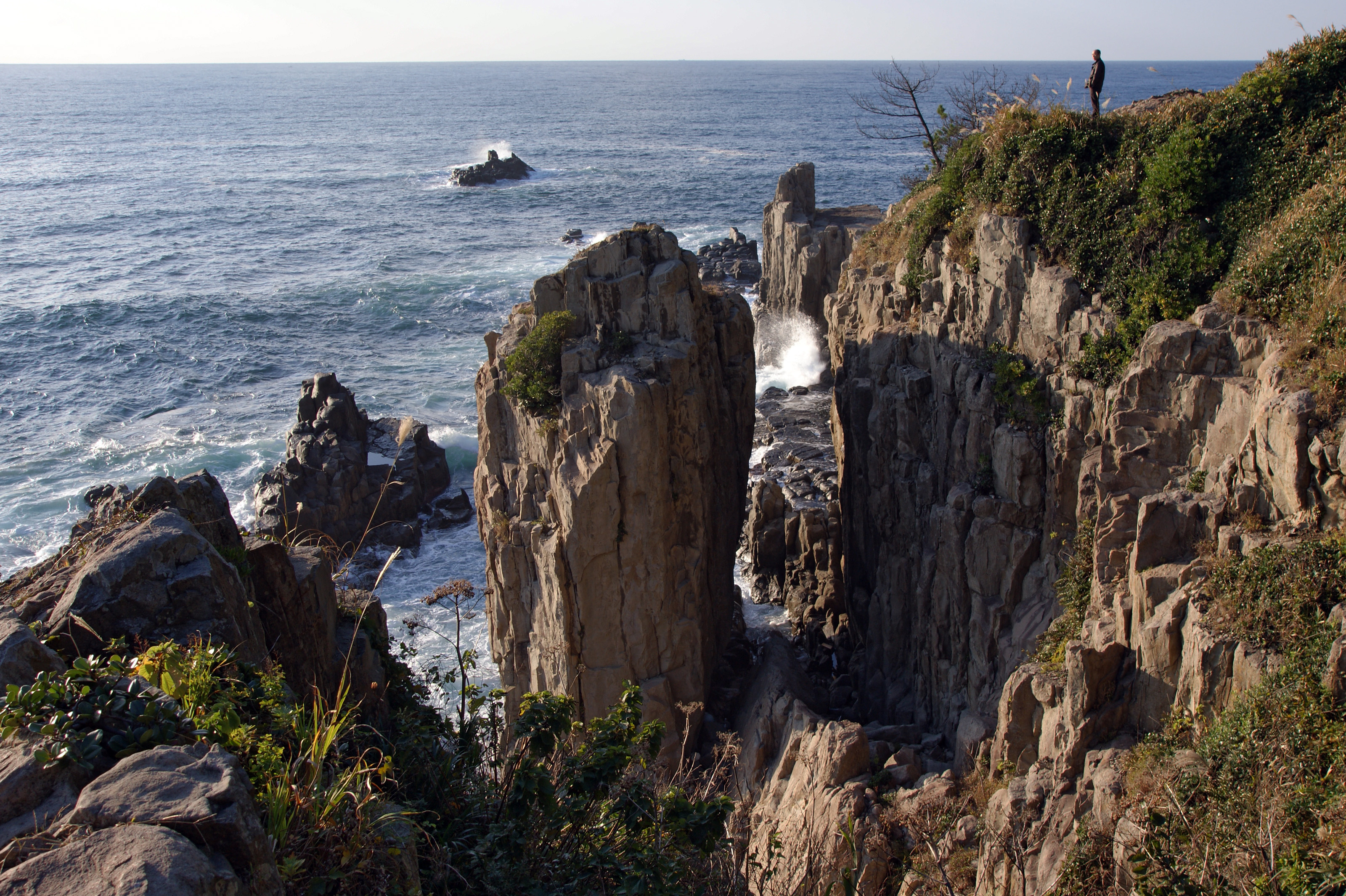
蝋燭岩
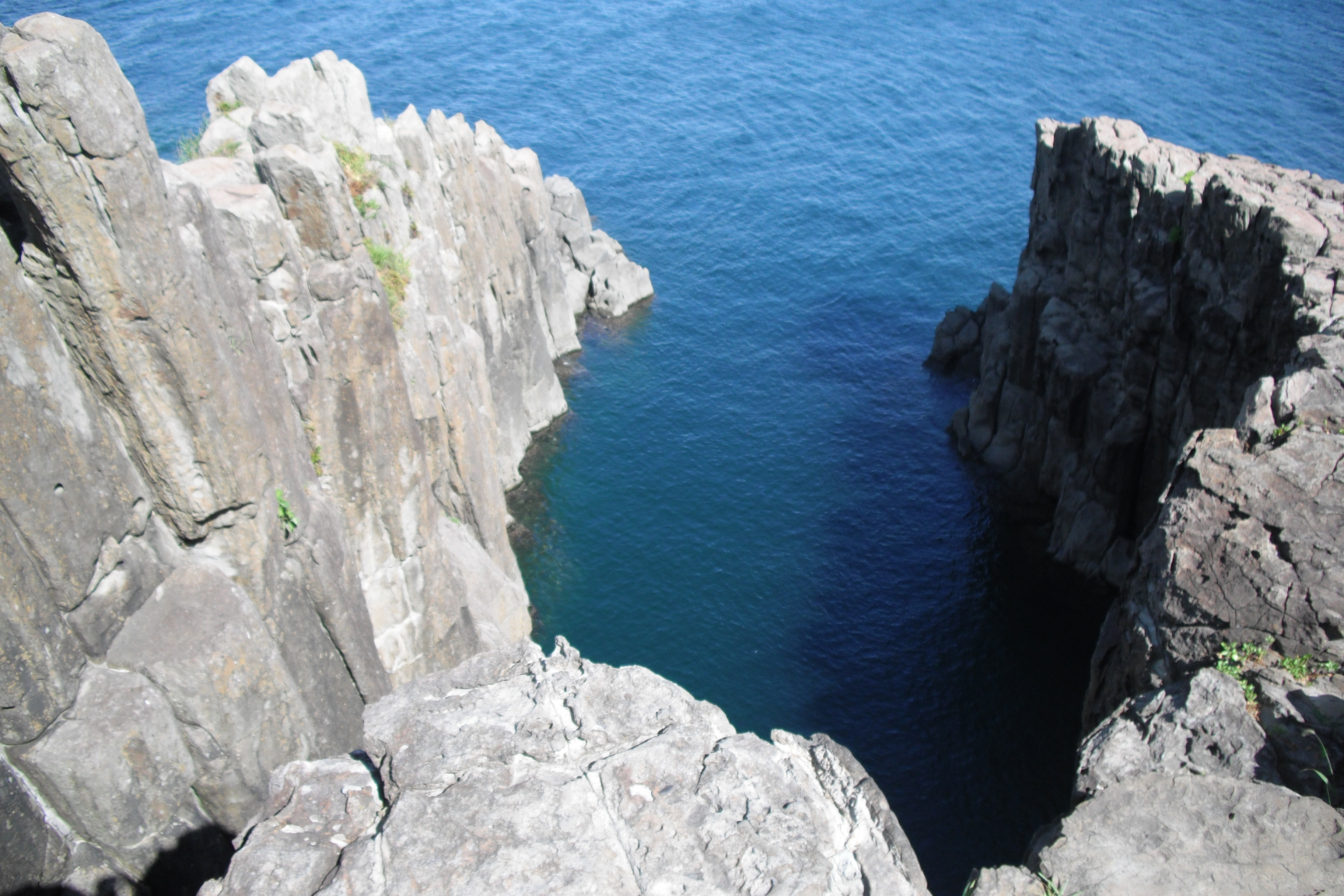
大池と呼ばれる入り江 最大で25ｍの高さがあり遊覧船も進入してくる
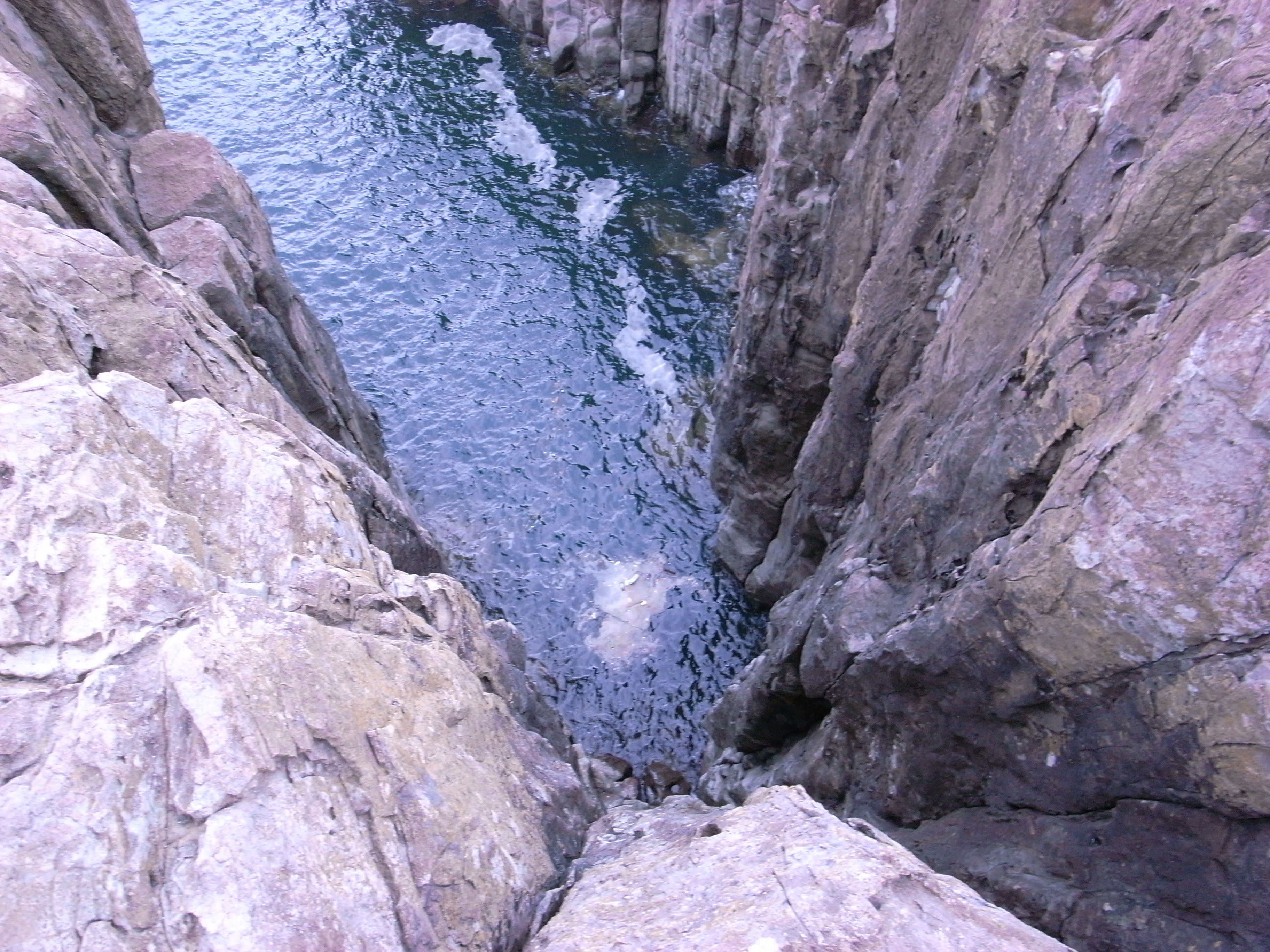
大池の崖上から真下を望む
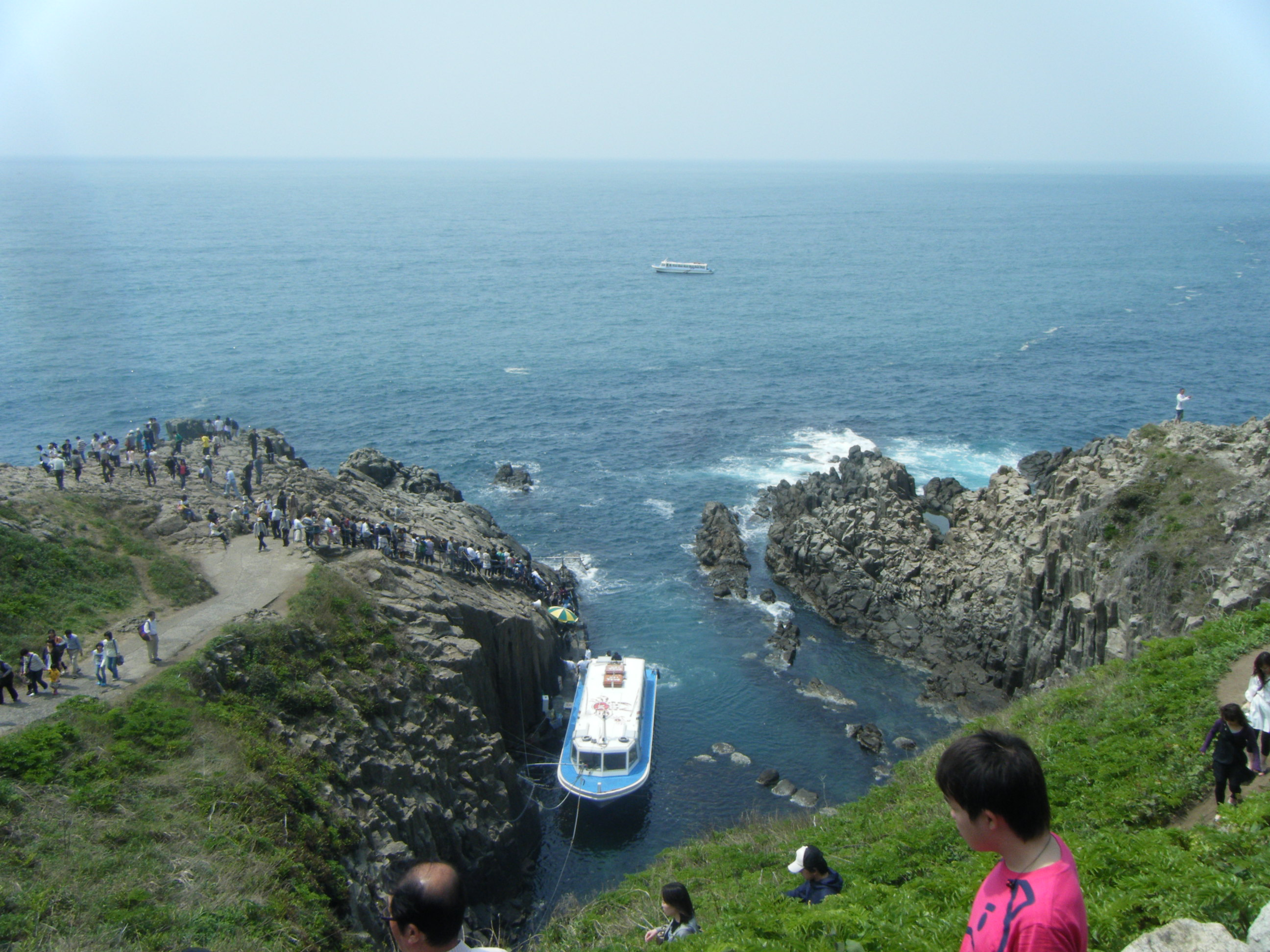
遊覧船と乗り場
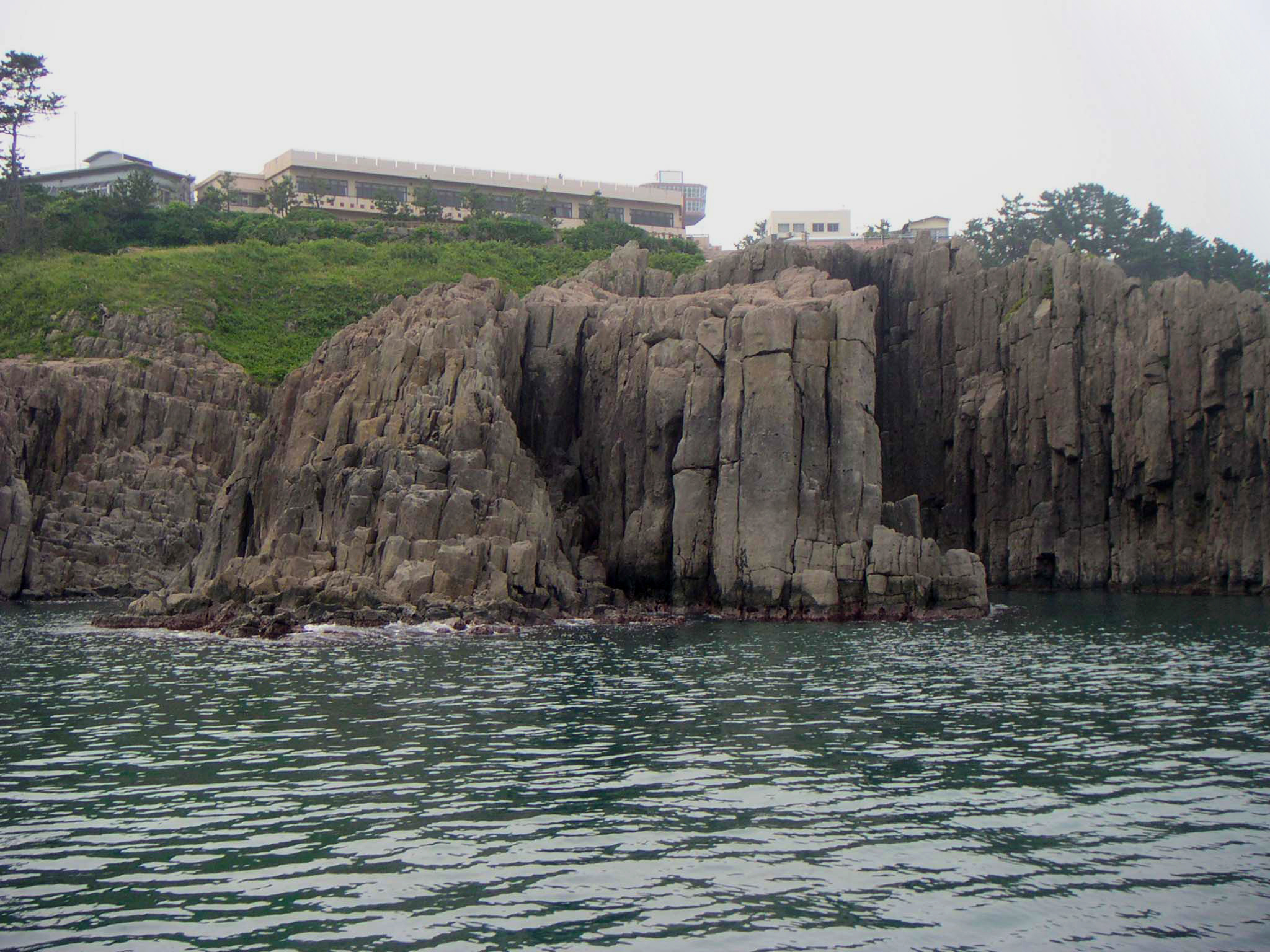
遊覧船から 右側が大池の入り江
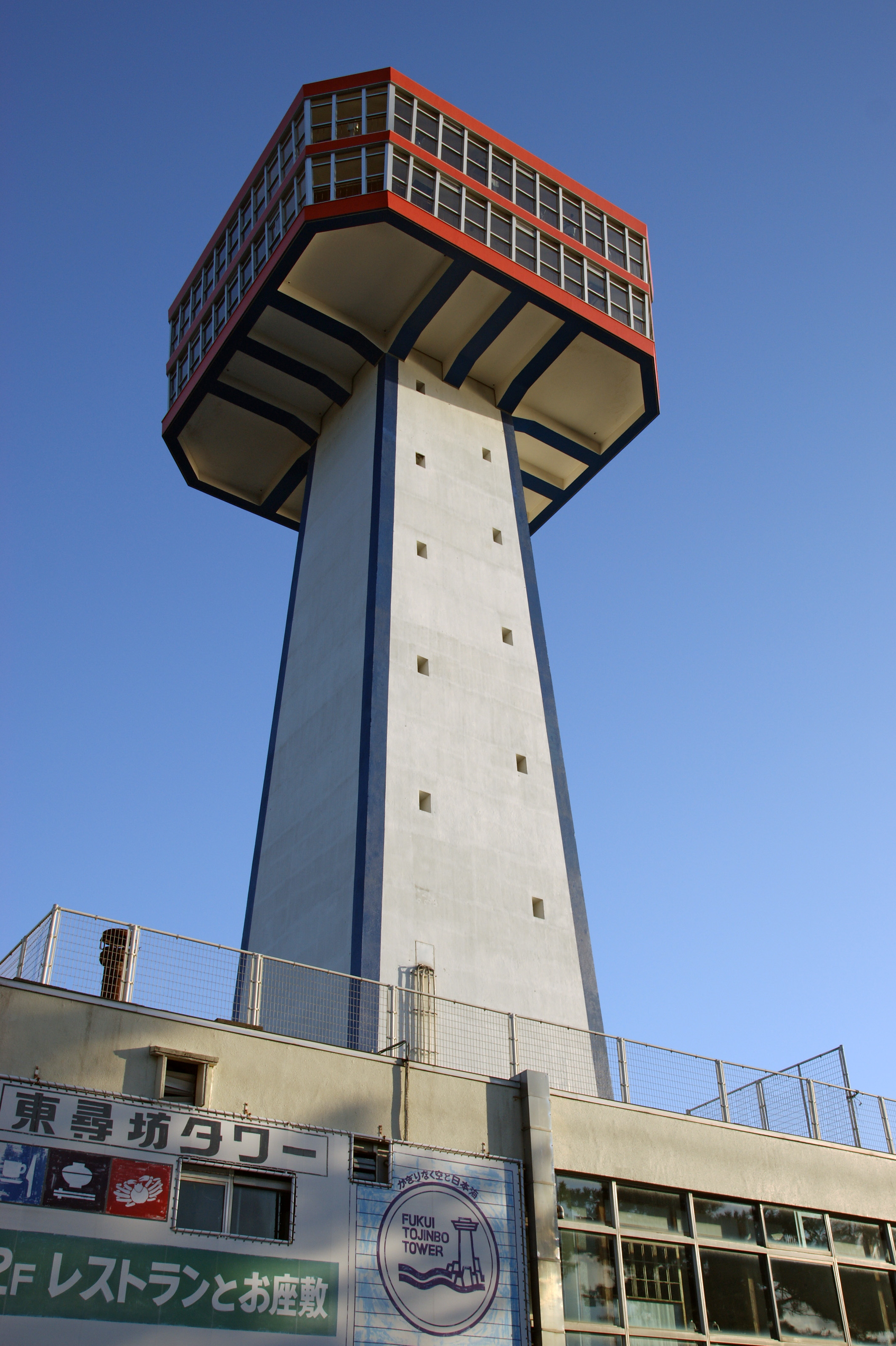
東尋坊タワー
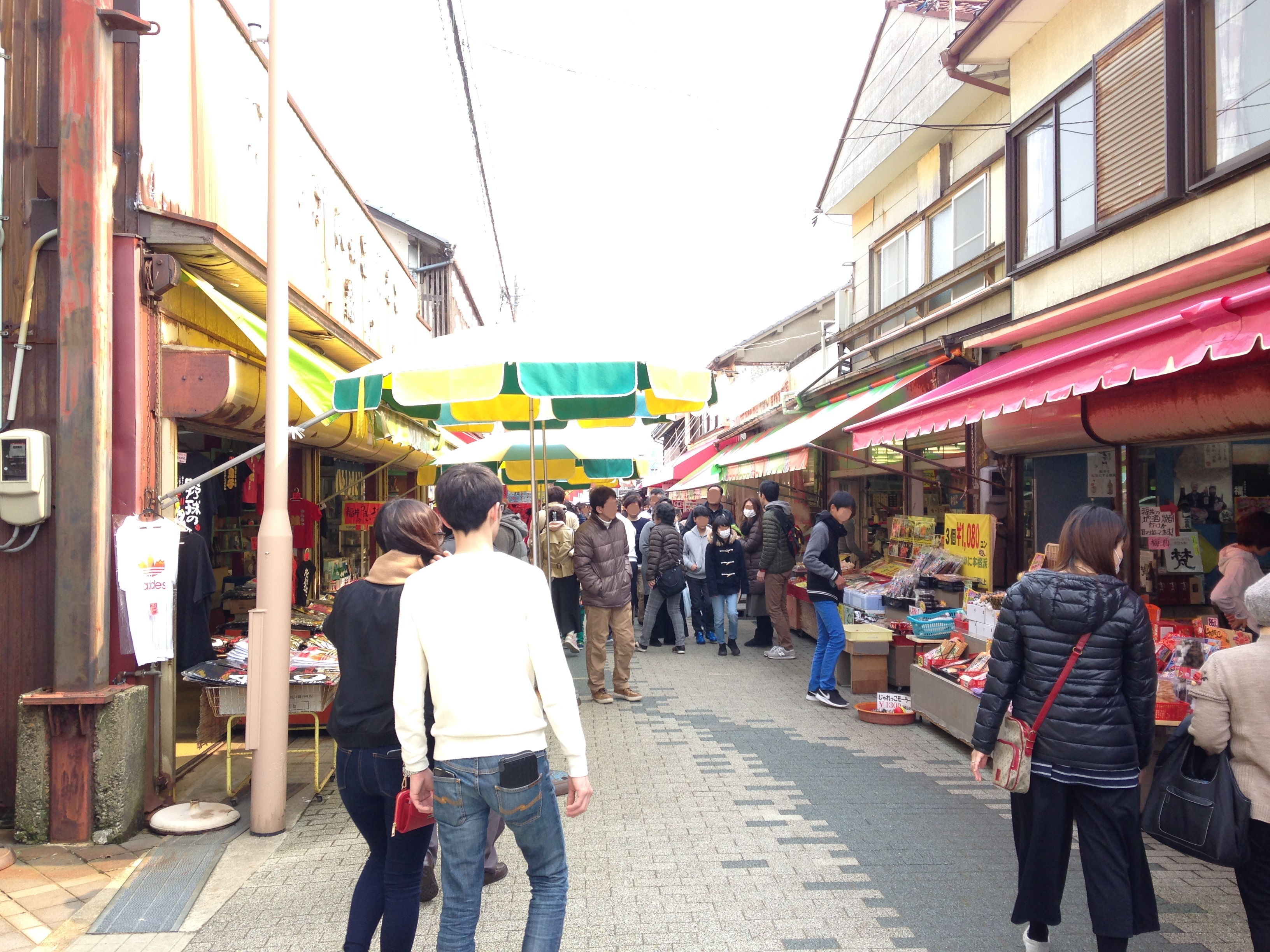
商店街

## その他

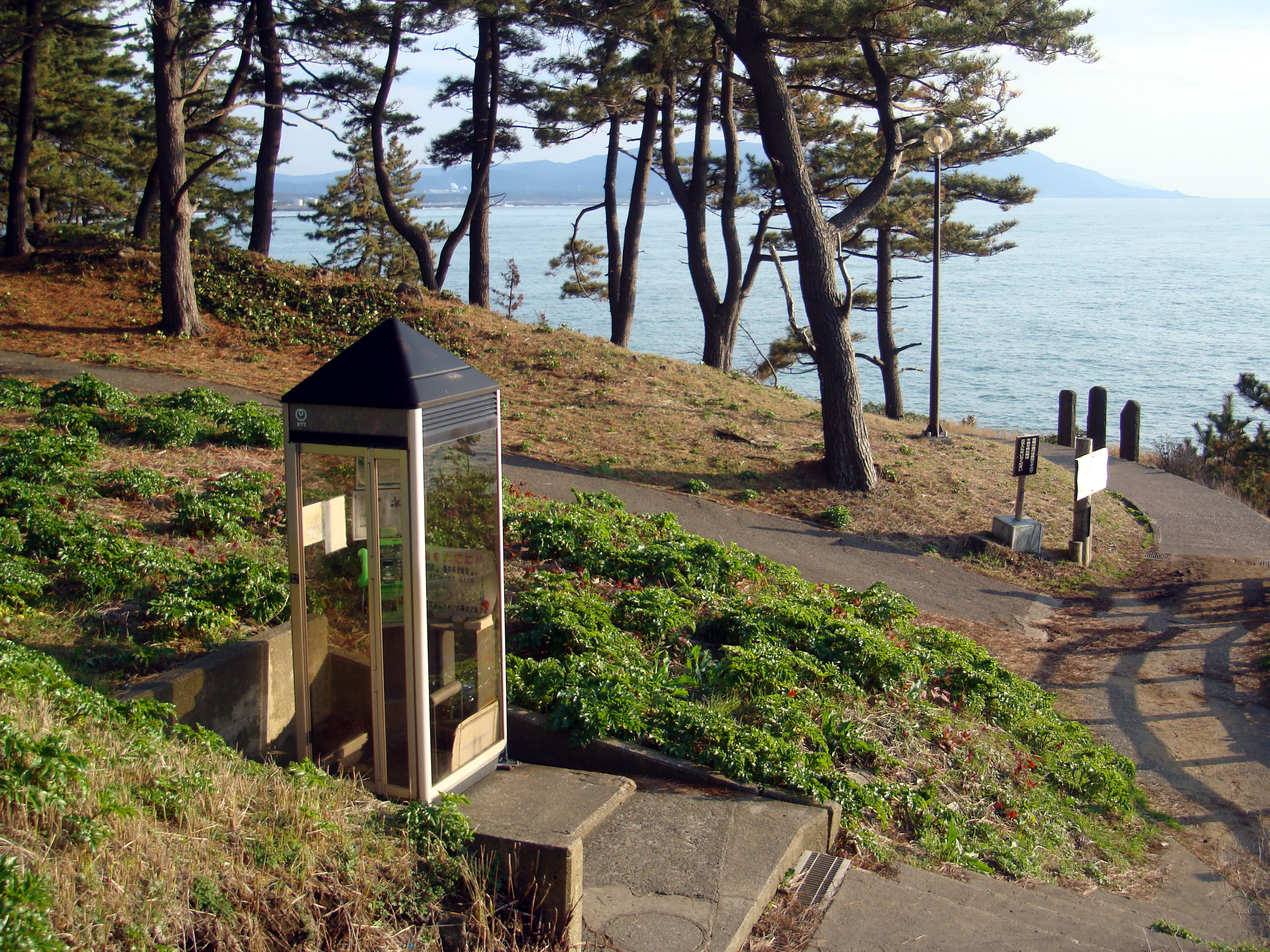
救いの電話2番
(別の場所に1番もある)

救いの電話
東尋坊は自殺の名所としても有名だが、地元では各所に自殺を思いとどまらせるための句碑や看板を設置し、自殺を防ぐ努力をしている。加えて、公衆電話にテレホンカードや10円硬貨を常備して誰かに相談ができるようになっている「救いの電話」を設置し、自殺を思いとどまらせるようにしている。

NPO心に響く文集・編集局
自殺志願者の支援活動団体で2004年に発足。理事長は元福井県警察警察官の茂幸雄。各種周辺パトロールによる遭難者や自殺志願者の保護、保護した後の福祉面・金銭面での生活支援を行っている。また茂はおろしもち屋を経営しており自殺志願者に振る舞い、同時に自殺をやめるよう説得をしている。ただし、地元の議員などからは、「自殺者が減れば"自殺の名所"である東尋坊の集客力が落ちかねない」という批判も受けている。
2017年5月、上記NPO法人は小型無人機ドローンを導入した。同月26日からパトロールに活用し、陸と空からの監視でより多くの命を救うと報道された。
男はつらいよの舞台
東尋坊は、第9作の男はつらいよ 柴又慕情で登場している。
映画えちてつ物語〜わたし、故郷に帰ってきました。の舞台
東尋坊は、主人公の山咲いづみ（横澤夏子）が、養女であることを整備士の南部信也（辻󠄀本祐樹）に告げる場面で登場している。
恋愛の舞台
東尋坊と真柄覚念が女性を巡っての恋敵同士でもあったという逸話を前面に押し出す形で、『悲恋の舞台』としてのアピールを行い、自殺の名所としてのイメージを払拭する試みも行われている
監禁殺人事件
2019年10月18日、少年ら7人が男性を監禁、暴行の上、東尋坊の崖から飛び降りさせ死亡させるという事件が発生した。

## 交通アクセス
- 京福バス 東尋坊線 「東尋坊」停留所下車、徒歩すぐ
  - えちぜん鉄道三国芦原線の3駅と接続。 三国駅停留所から84・96系統「芦原温泉駅」行きで約10分、三国港駅前停留所から同約5分、あわら湯のまち駅停留所から85・97系統「龍翔博物館前」行きで約30分。
  - JR西日本北陸新幹線、ハピラインふくい線との接続は、芦原温泉駅から85・97系統「龍翔博物館前」行きで約45分。
- E8北陸道 金津ICから車で約15分

## 周辺
- 東尋坊タワー
- 雄島
- 越前松島
- 荒磯遊歩道